# Dienstfahrlehrerlaubnis
Die Dienstfahrlehrerlaubnis ist die staatliche Erlaubnis, Personen für den Erwerb einer Dienstfahrerlaubnis zu schulen.
Mit der Dienstfahrlehrerlaubnis darf man nur Angehörige des  öffentlichen Dienstes im dienstlichen Auftrag innerhalb des Geschäftsbereiches der Behörde ausbilden. Den Fahrschülern wird nach Erfolg eine Dienstfahrerlaubnis erteilt und ein Dienstführerschein ausgestellt.

## Deutschland
Die gesetzlichen Regelungen dazu findet man im Fahrlehrergesetz unter § 44.
Fahrlehrerausbildungsstätten bei Behörden dürfen Fahrlehreranwärter ausbilden, prüfen und gegebenenfalls eine Dienstfahrlehrerlaubnis erteilen. Die Voraussetzungen sind mit denen für die allgemeinen  Fahrlehrerlaubnis identisch, allerdings besteht für die Erteilung – im Gegensatz zur allgemeinen Fahrlehrerlaubnis – kein Rechtsanspruch, auch wenn die Voraussetzungen dafür erfüllt sind.
Die Dienstfahrlehrerlaubnis kann jederzeit zurückgenommen oder widerrufen werden. Sie erlischt, wenn das Dienstverhältnis beendet wird.
Bei den Polizeibehörden der Bundesländer, bei der Bundespolizei und bei der Bundeswehr kann – im Gegensatz zur allgemeinen Fahrlehrerlaubnis – für die Fahrlehrerlaubnisklasse CE eine Anwärterbefugnis erteilt werden, wenn dienstliche Gründe dafür vorliegen. Der Ausbildungsfahrlehrer des Fahrlehreranwärters der Klasse CE muss über eine Berufserfahrung als Lkw-Fahrlehrer in Theorie und Praxis von mindestens drei Jahren – innerhalb der letzten fünf Jahre – verfügen.
Bei der Bundeswehr kann es zusätzlich zu den allgemeinen Fahrlehrerlaubnisklassen noch weitere Klassen geben, so wird die Ausbildung mit Gleiskettenfahrzeugen und gepanzerten Radfahrzeugen ermöglicht.
Die Dienstfahrlehrerlaubnis kann prüfungsfrei in eine allgemeine Fahrlehrerlaubnis umgeschrieben werden, wenn folgende Voraussetzungen erfüllt sind:
- Entweder hat der Bewerber in den letzten zwei Jahren Kraftfahrer ausgebildet, oder er kann die Fortbildung nach § 53 Absatz 1 im Fahrlehrergesetz nachweisen und
- es liegen keine Tatsachen vor, die Zweifel an der fachlichen Eignung des Bewerbers zulassen.